# Stratores
Nella Roma imperiale, erano indicati con il termine stratores i decurioni di cavalleria dell'esercito romano, il cui compito principale era sellare e portar fuori i cavalli, nonché aiutare l'imperatore o le altre autorità dello Stato a montarli. 
Oltre che quelli imperiali, erano previsti nell'ordinamento militare anche stratores Consolari addetti ai consoli.
Alcuni di essi venivano inviati nelle varie province imperiali per selezionare i cavalli migliori, da destinare al servizio dell'imperatore o dello Stato. Altro compito degli stratores era la cura degli animali da trasporto, impiegati nelle comunicazioni tra governo centrale e province.
Nella tarda latinità, il termine venne usato anche per definire i corpi di esploratori che precedevano l'avanzata dell'Esercito durante le operazioni militari. Nella Roma papale erano indicati con questo termine i parafrenieri pontifici.